# Amanda Aldridge
Amanda Christina Elizabeth Aldridge, mer känd som Amanda Ira Aldridge, född 10 mars 1866 i London, död där 9 mars 1956, var en brittisk sångpedagog och operasångerska som komponerade kärlekssånger, sambas och lätta orkesterstycken under pseudonymen Montague Ring.

## Biografi
Aldridge växte upp i London, som tredje barn till den afroamerikanske skådespelaren Ira Frederick Aldridge och hans andra fru, Amanda Brandt, som var svensk. Amanda Aldridge hade två systrar och två bröder. Hon studerade tillsammans med Jenny Lind och George Henschel vid Royal College of Music i London. Efter att ha avslutat sina studier arbetade Aldridge som konsertsångare, pianoackompanjatör och sångpedagog.

Amanda Aldridge drabbades av halssjukdomen laryngit, vilket hindrade hennes konsertframträdanden och hon övergick till undervisning istället. Aldridge publicerade ett trettiotal sånger mellan åren 1907 och 1925 i romantisk salongsstil. Hennes elever inkluderade Roland Hayes, Marian Anderson och Paul Robeson. År 1930, när Robeson uppträdde som Othello i West End, var Aldridge på plats och gav Robeson guldörhängena som hennes far Ira Aldridge hade burit som Othello. Hon tog hand om sin syster, operasångerskan Luranah Aldridge, när hon blev sjuk, och tackade nej till en inbjudan 1921 från W.E.B. Du Bois att delta i den andra panafrikanska kongressen, med en lapp som förklarade: 
"Som ni vet, min syster är väldigt hjälplös... Jag kan inte lämna henne mer än några minuter åt gången."
Efter en kort tids sjukdom avled Amanda Aldridge i London den 9 mars 1956, vid 89 års ålder.

## Stil
Amanda Aldridge avslutade sin sångkarriär för att komponera och lära ut musik efter halssjukdomen. Hon komponerade huvudsakligen romantisk sällskapsmusik, en typ av populärmusik framförd i salonger i medelklassens hem, ofta av amatörsångare och pianister. Hennes musik publicerades under pseudonymen "Montague Ring". Hon fick mycket beröm under detta namn för sina röst- och pianokompositioner, vilket inkluderar sambas, kärlekssånger och lätta orkesterstycken i en populär stil som var fylld av flera genrer.